# Headhunterz
Headhunterz, korábbi nevén Nasty D-tuners egy holland Hardstyle DJ/producer csapat, melyet Willem Rebergen és Bobby van Putten alapított. Willemet már gyermekkorában érdekelte a zene, 9 évesen gyermek kórusban énekelt majd holland szinkronhangként szerepelt a Narnia krónikái című amerikai kalandfilmben. Bobby 2005-ben felhagyott a zenéléssel a tanulmányai miatt így Willem szólókarrierként népszerűsítette a Hardstyle zenei stílust. 2014-ben a Colors című slágere arany lemezt ért. Ezután döntött úgy, hogy valami újat is kipróbál. Így 2015-től felhagyott a hardstyle-al és teljesen a house zenére koncentrált. 2 év House Zene után 2017-ben visszatért a Hardstyle zenei stílushoz. Napjainkig is azon műfajt népszerűsíti. 2018-ban megalapította az Art of Creation nevű kiadót a szintén hardstyle-producer Wildstylez-zal, aki egyébként Headhunterz barátja is.

## Kiadások
| Év   | Cím |
| ---- | --- |
| 2005 | Breaking The Rules - as Nasty D-Tuners - Release: Október 15 - Label: Hardcontrol Records - Formats: 12″                                              |
| 2005 | Check Ya Head - as Nasty D-Tuners - Release: Május 17 - Label: Hardcontrol Records - Formats: 12″                                                     |
| 2006 | Aiming For Ur Brain - Release: Június - Label: Scantraxx Special - Formats: 12″                                                                       |
| 2006 | The Sacrifice - Release: Augusztus - Label: Scantraxx Special - Formats: 12″                                                                          |
| 2006 | Time 2 Rock / Victim Of My Rage - Release: Szeptember - Label: Scantraxx Reloaded - Formats: 12″                                                      |
| 2007 | Scantraxx Rootz - Headhunterz vs. Abject - Release: Január 12 - Label: Scantraxx Reloaded - Formats: 12″                                              |
| 2007 | High Rollerz / Scar Ur Face - The Prophet feat. Headhunterz - Release: Március 1 - Label: Scantraxx Reloaded - Formats: 12″                           |
| 2007 | Brennan Heart - Rush The RMX - We Are Possessed (Headhunterz Remix) - Release: Április 23 - Label: M!D!FY - Formats: 12″                              |
| 2007 | Rock Civilization - Release: Június 18 - Label: Scantraxx Reloaded - Formats: 12″                                                                     |
| 2007 | Forever Az One / Digiwave - Release: November 9 - Label: Scantraxx Reloaded - Formats: 12″                                                            |
| 2007 | The Power Of The Mind - Release: November - Label: Q-Dance - Formats: 12″                                                                             |
| 2008 | Various Artists - Qlimax 2007 - The Official Live Registration - Release: Január - Label: USM - Formats: CD, DVD-Audio                                |
| 2008 | Subsonic - Release: Február 11 - Label: Scantraxx Reloaded - Formats: 12″                                                                             |
| 2008 | Call It Music / W.U.W.H. - Tatanka meets Headhunterz / Tatact - Release: Február 15 - Label: Zanzatraxx - Formats: 12″                                |
| 2008 | Blame It On The Music - Headhunterz vs. Wildstylez - Release: Március 4 - Label: Scantraxx Reloaded - Formats: 12″                                    |
| 2008 | Last Of The Mohicanz / Reloaded Part 2 - Release: Április 2 - Label: Scantraxx Special - Formats: 12″                                                 |
| 2008 | Various Artists - Kings Of Hard - Tracks 1 to 10 on CD 1 mixed by Headhunterz - Release: Május 13 - Label: Sonic Solution - Formats: CD, Double album |
| 2008 | Zanza Labs - Biological Chemistry / Zanzarismo - Biological Chemistry (Headhunterz Remix) - Release: Május 21 - Label: Zanzatraxx - Formats: 12″      |
| 2008 | Headhunterz & Wildstylez Present: Project One - The Album - Release: Július 3 - Label: Cloud 9 Dance - Formats: CD                                    |
| 2008 | Project One - Life Beyond Earth / The Zero Hour - Release: Július 22 - Label: Scantraxx Reloaded - Formats: 12″                                       |
| 2008 | Just Say My Name - Release: December 15 - Label: Scantraxx Reloaded - Formats: 12″                                                                    |
| 2009 | The Fear Of Darkness - Release: Január 26 - Label: Scantraxx Reloaded - Formats: 12", 45                                                              |
| 2009 | Scrap Attack (Defqon.1 Anthem 2009) - Release: Június 2 - Label: Q-Dance - Formats: 12″                                                               |
| 2009 | Megasound - Release: Július 1 - Label: Scantraxx Reloaded - Formats: 12", 45                                                                          |
| 2010 | Psychedelic - Release: Március 31 - Label: Scantraxx Reloaded                                                                                         |
| 2010 | Studio Sessions - Label: Scantraxx Reloaded |
| 2010 | Club Bizzare (Headhunterz & Noisecontrollers Remix) - Release: December 22 - Label: Scantraxx Reloaded                                                |
| 2010 | Save Your Scrap for Victory (Defqon.1 2010 Anthem) - Label: Q-Dance                                                                                   |
| 2011 | From Within / The Message Is Hardstyle - Label: Scantraxx Reloaded                                                                                    |
| 2012 | Dragonborn - Release: Január 28 - Label: Scantraxx Reloaded                                                                                           |
| 2012 | Sacrifice (EP) - Release: Március 15 - Label: Scantraxx Reloaded                                                                                      |
| 2012 | World of Madness (Defqon.1 Festival 2012 OST) (Ft. Wildstylez & Noisecontrollers) - Kiadás: Augusztus 23 - Kiadó: Q-Dance                             |
| 2013 | Colors - Release: August 30 - Label: Ultra Records |
| 2013 | United Kids of the World - Headhunterz featuring Krewella - Release: November 19 - Label: Ultra Records                                               |
| 2014 | Breakout - Headhunterz and Audiofreq - Release: March 1 - Label: Ultra Records                                                                        |
| 2014 | Synergy - Headhunterz and TNT aka Technoboy 'N' Tuneboy - Release: June 27 - Label: Q-dance                                                           |
| 2014 | Shocker - W&W & Headhunterz - Release: September 8 - Label: Armada Music, Ultra Records and Mainstage Music                                           |
| 2014 | Now Is The Time - Headhunterz featuring Miss Palmer - Release: October 13 - Label: Hard with Style Records                                            |
| 2014 | We Control the Sound - W&W & Headhunterz - Release: October 24 - Label: Ultra Records, Mainstage Music                                                |
| 2014 | Cyborg - Headhunterz and Dyro - Release: December 14 - Label: WOLV Records                                                                            |
| 2015 | Nothing Can Hold Us Down - Hardwell and Headhunterz featuring Haris - Release: January 22 - Label: Revealed Recordings                                |
| 2015 | Once Again - Release: February 16 - Label: Revealed Recordings                                                                                        |
| 2015 | Live Your Life - Headhunterz and Crystal Lake featuring Sir Llewy Project - Release: May 25 - Label: Doorn Records/Spinnin’ Records                   |
| 2015 | To Be Me (Shilo Edit) - Headhunterz featuring Raphaella - Release: July 17 - Label: Ultra Records                                                     |
| 2015 | The Power Of Now - Steve Aoki and Headhunterz - Release: October 10 - Label: Ultra Records                                                            |
| 2015 | Won't Stop Rocking - R3HAB and Headhunterz - Release: October 23 - Label: Spinnin’ Records                                                            |
| 2015 | The Universe Is Ours - Headhunterz and Crystal Lake vs Reunify featuring KiFi - Release: December 14 - Label: Mainstage Music/Armada                  |
| 2016 | Feel (The Power Of Now) - Steve Aoki and Headhunterz - Release: March 11 - Label: Ultra Records                                                       |
| 2016 | Live Before We Die - Headhunterz featuring KiFi - Release: March 18 - Label: Ultra Records                                                            |
| 2016 | Lift Me Up - Headhunterz featuring Mike Taylor - Release: April 8 - Label: Ultra Records                                                              |
| 2016 | Kundalini - Headhunterz and Skytech - Release: May 9 - Label: Spinnin’ Records                                                                        |
| 2016 | Dharma - Headhunterz and KSHMR - Release: June 27 - Label: Spinnin’ Records                                                                           |
| 2016 | Unique - Headhunterz and Conro featuring Clara Mae - Release: July 29 - Label: Ultra Records                                                          |
| 2017 | Landslide - Release: February 17 - Label: Ultra Records                                                                                               |
| 2017 | Destiny - Release: September 1 - Label: Q-dance |
| 2017 | EP 1 - Project One - Release: November 10 - Label: Q-dance                                                                                            |
| 2018 | The Return of Headhunterz - Release: March 2 - Label: Art of Creation                                                                                 |
| 2018 | Leap of Faith - Release: July 12 - Label: Art of Creation                                                                                             |
| 2018 | Say My Name - Release: December 4 - Label: Art of Creation                                                                                            |
| 2019 | Oxygen - Release: March 14 - Label: Art of Creation                                                                                                   |
| 2019 | Follow Me - Headhunterz and Sound Rush featuring Eurielle and Ryan Louder - Release: May 31 - Label: Art of Creation                                  |
| 2019 | Orange Heart - Headhunterz featuring Sian Evans - Release: July 9 - Label: Q-Dance Records                                                            |
| 2019 | Home - Headhunterz - Release: September 12 - Label: Art of Creation                                                                                   |

## Remixek
- Zana Labs -Bilogical Chemistry (Headhunterz Remix) (2008)
- Brennan Heart - We Are Possessed (Headhunterz Remix) (2008)
- D Block & S-Te-Fan - Music Made Addict(Headhunterz Remix) (2010)
- Builder - Her Voice (Headhunterz Remix) (2010)
- Project One -Rate Reducer (Headhunterz Remix) (2011)
- Blutonium Boy - Make It Loud (Headhunterz Remix) (2011)
- Dutch Master - Million Miles Away (Headhunterz Remix) (2012)
- Brooklyn Bounce - Club Bizarre (Headhunterz & Noisecontrollers Remix) (2012)
- Hardwell - Spaceman (Headhunterz Remix) (2012)
- Zedd ft.Foxes - Clarity (Headhunterz Remix) (2012)
- Flosstradamus - Mosh Pit (Headhunterz Remix) (2014)
- Avicii - Waiting For Love (Headhunterz & Carnage Remix) (2015)